# Bousies
Bousies est une commune française située dans le département du Nord, en région Hauts-de-France.

## Géographie

### Localisation
Aux portes de l'Avesnois, dans le sud du département du Nord, la commune de Bousies est située au centre d'un triangle formé par les villes de Landrecies (6 km), du Cateau-Cambrésis (9 km), et d'Englefontaine (6 km).
La commune est située dans le parc naturel régional de l'Avesnois et est proche de la Forêt de Mormal.
Les villes de taille significative et proches de Bousies sont Valenciennes (30 km), Cambrai (30 km) et Avesnes-sur-Helpe (25 km).
La liste des communes limitrophes, quant à elle, comprend Croix-Caluyau, Fontaine-au-Bois, Forest-en-Cambrésis, Poix-du-Nord, Robersart, et Vendegies-au-Bois.

### Communes limitrophes
| Vendegies-au-Bois   | Poix-du-Nord |                  |
| Croix-Caluyau       | Bousies      | Robersart        |
| Forest-en-Cambrésis | Ors          | Fontaine-au-Bois |

### Relief et géologie
La campagne bodicienne, bocagère et très verdoyante, est typique de l'Avesnois. Les prairies servent à l'élevage et sont bordées de haies comprenant des essences très présentes localement comme l'aubépine ou le charme. Au milieu de celles-ci, on trouve encore quelques pommiers même si cette tradition agricole a tendance à disparaître.

### Hydrographie

#### Réseau hydrographique
La commune est située dans le bassin Artois-Picardie. Elle est drainée par le ruisseau Des Harpies, le ruisseau du Lannoy, la Ferme du Moulin Motte, le ruisseau Des Prés moignet et le ruisseau du Lannoy,,.
Le ruisseau des Harpies, d'une longueur de 24 km, prend sa source dans la commune de Landrecies et se jette  dans l'Écaillon à Vendegies-sur-Écaillon, après avoir traversé onze communes. 

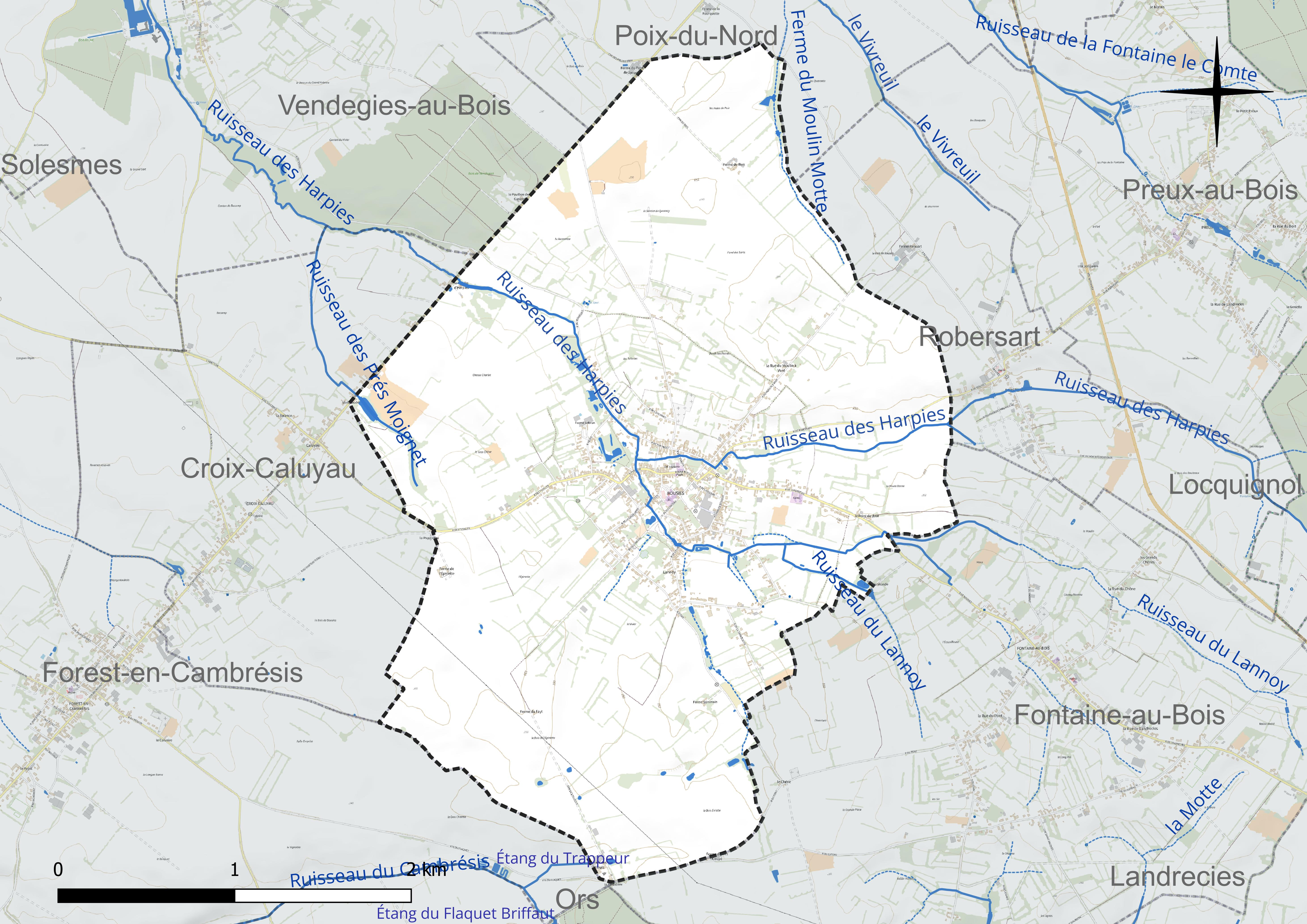
Réseau hydrographique de Bousies.

#### Gestion et qualité des eaux
Le territoire communal est couvert par le schéma d'aménagement et de gestion des eaux (SAGE) « Escaut ». Ce document de planification concerne un territoire de 2 005 km2 de superficie, délimité par le bassin versant de l'Escaut. Le périmètre a été arrêté le 9 juin 2006 et le SAGE proprement dit a été approuvé le 13 juillet 2021. La structure porteuse de l'élaboration et de la mise en œuvre est le syndicat mixte Escaut et Affluents (SyMEA). 
La qualité des cours d'eau peut être consultée sur un site dédié géré par les agences de l'eau et l'Agence française pour la biodiversité. 

### Climat
Pour des articles plus généraux, voir Climat des Hauts-de-France et Climat du Nord.
En 2010, le climat de la commune est de type climat océanique dégradé des plaines du Centre et du Nord, selon une étude du CNRS s'appuyant sur une série de données couvrant la période 1971-2000. En 2020, Météo-France publie une typologie des climats de la France métropolitaine dans laquelle la commune est exposée à un climat océanique altéré et est dans la région climatique  Nord-est du bassin Parisien, caractérisée par un ensoleillement médiocre, une pluviométrie moyenne régulièrement répartie au cours de l'année et un hiver froid (3 °C). 
Pour la période 1971-2000, la température annuelle moyenne est de 9,8 °C, avec une amplitude thermique annuelle de 14,9 °C. Le cumul annuel moyen de précipitations est de 811 mm, avec 12,6 jours de précipitations en janvier et 9,5 jours en juillet. Pour la période 1991-2020, la température moyenne annuelle observée sur la station météorologique la plus proche, située sur la commune de Saint-Hilaire-sur-Helpe à 21 km à vol d'oiseau, est de 10,5 °C et le cumul annuel moyen de précipitations est de 802,4 mm,. Pour l'avenir, les paramètres climatiques de la commune estimés pour 2050 selon différents scénarios d'émission de gaz à effet de serre sont consultables sur un site dédié publié par Météo-France en novembre 2022.

## Urbanisme

### Typologie
Au 1er janvier 2024, Bousies est catégorisée bourg rural, selon la nouvelle grille communale de densité à sept niveaux définie par l'Insee en 2022.
Elle est située hors unité urbaine et hors attraction des villes,.

### Occupation des sols
L'occupation des sols de la commune, telle qu'elle ressort de la base de données européenne d'occupation biophysique des sols Corine Land Cover (CLC), est marquée par l'importance des territoires agricoles (87,6 % en 2018), en diminution par rapport à 1990 (88,4 %). La répartition détaillée en 2018 est la suivante : 
prairies (46,5 %), terres arables (41 %), zones urbanisées (12,3 %), forêts (0,1 %). L'évolution de l'occupation des sols de la commune et de ses infrastructures peut être observée sur les différentes représentations cartographiques du territoire : la carte de Cassini (XVIIIe siècle), la carte d'état-major (1820-1866) et les cartes ou photos aériennes de l'IGN pour la période actuelle (1950 à aujourd'hui).

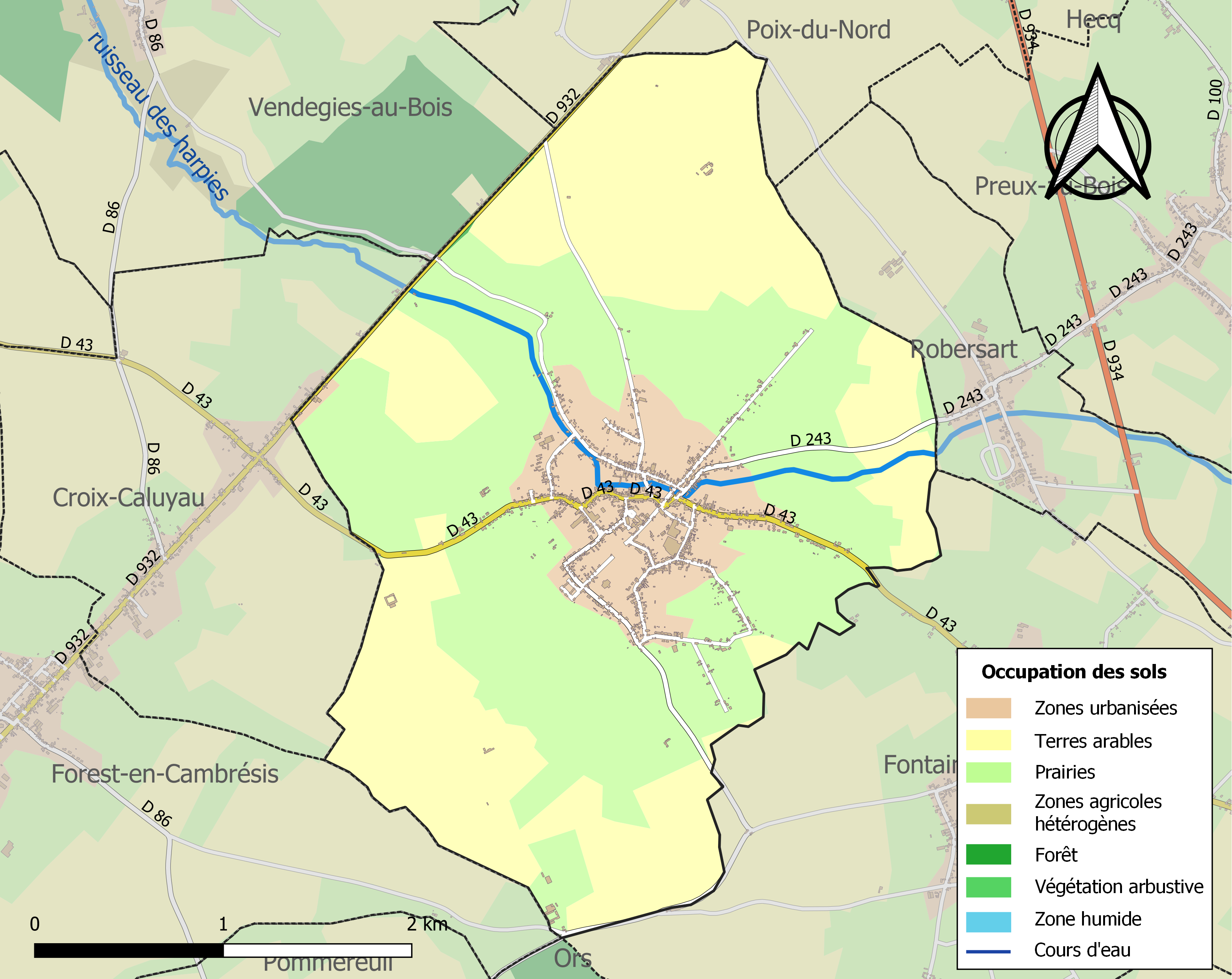
Carte des infrastructures et de l'occupation des sols de la commune en 2018 (CLC).

## Toponymie
Le nom de Bousies (prononcé bouzi, le « s » final étant muet) proviendrait de «Bultsiacas» ou Domaine de Bultso (époque mérovingienne).
On a écrit Boussies au XIe siècle, Buzeis, Bousiaco, Busies, Busis, Bouzies au XIIe siècle.
Bolsies au XIIIe siècle.
On trouve déjà au XIe siècle l'orthographe actuelle.

## Histoire
Bousies était dans le comté de Hainaut une enclave du Cambrésis, dont il était une des 12 pairies. En l'an 1007, Jean, seigneur de Bousies, comme pair du Cambrésis, prêta serment de fidélité à l'évêque Herbin Ier, comte de Cambrai[réf. souhaitée].
En 1095, l'évêque Gaucher[Qui ?] fit assiéger le château de Bousies, où son vassal Wiband aidé de quelques habitants résista 3 jours avant que l'édifice ne fut pris d'assaut et détruit ensuite. Rebâti, il fut à nouveau pris en 1185 et en 1665. Plus tard, il devint la propriété du maréchal Mortier dont les héritiers vendirent le domaine en détail.[réf. souhaitée]

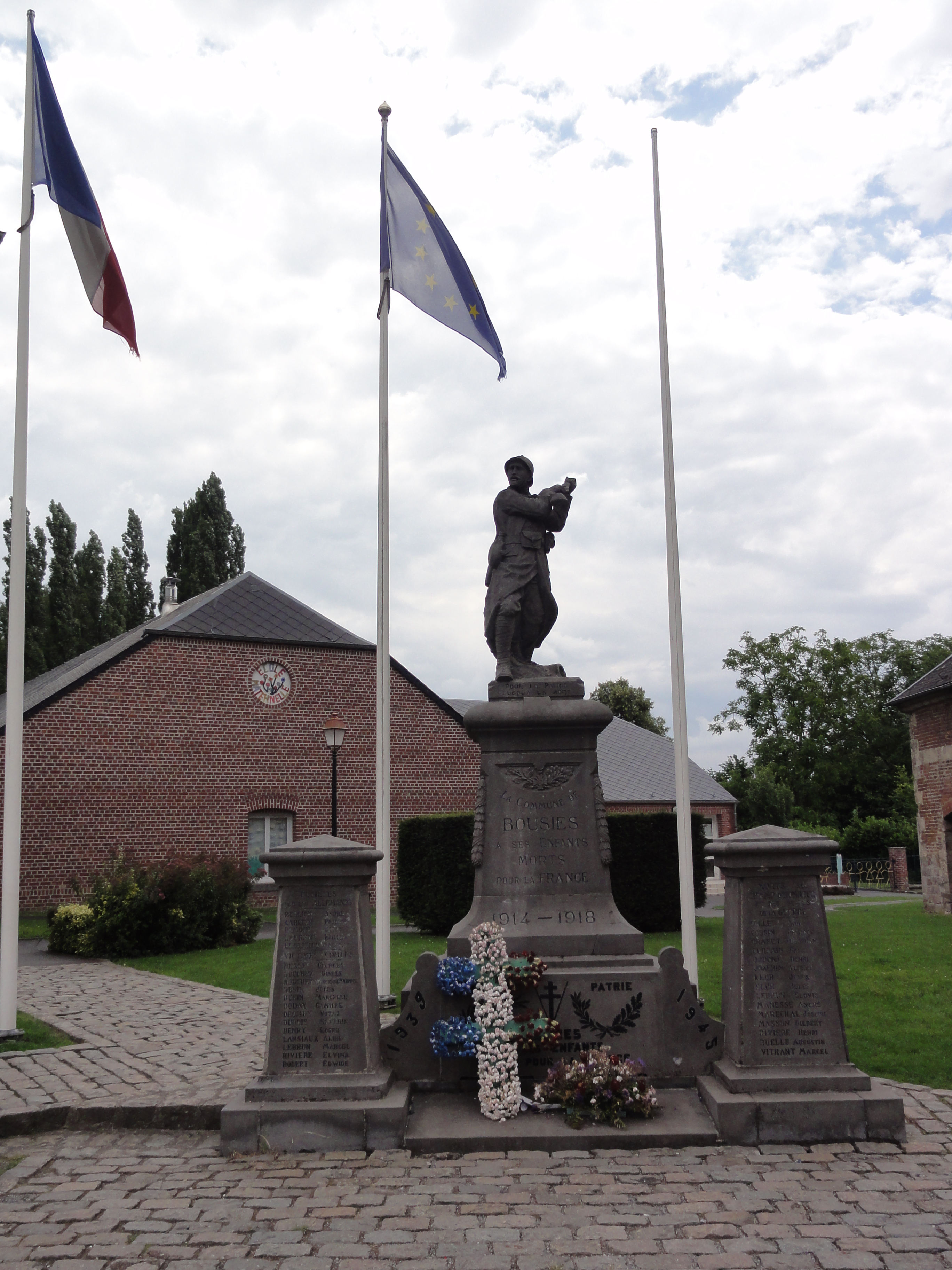
Le monument aux morts

Wauthier III seigneur de Bousies, pair du Cambrésis épousa Adelvaie ou Adélaïde, une fille du comte de Champagne et sœur de Marie de Champagne épouse de Baudouin VI comte de Hainaut, alias Baudouin IX comte de Flandre et empereur latin de Constantinople. Wauthier III se croisa en l'an 1202 avec Baudouin VI comte de Hainaut, et assista à la prise de Constantinople par les Croisés, en 1204. Il vivait encore en 1214 et eut une descendance connue (Wauthier, Wilbaut (Ribauld), Simon, Eustache, ..)
Louis de Bousies trouve la mort à la bataille d'Azincourt en 1415.
En 1907 est mise en service la ligne d'Avesnes-sur-Helpe à Solesmes via Landrecies, un chemin de fer secondaire à voie métrique de  (47 km, qui comporte une station dans la commune. Un service régulier des voyageurs est assuré matin et soir. En août 1914, le trafic voyageur est interrompu. En 1916, pendant l'occupation allemande, les rails sont démontés. La ligne de chemin de fer est dans l'impossibilité de fonctionner. La ligne n'aura ainsi fonctionné que 9 ans, malgré une tentative de remise en service en 1925.
Première Guerre mondiale
Le village est bombardé en octobre 1918 et de nombreuses maisons sont détruites ainsi que l'église et l'usine Seydoux. Il a été décoré de la Croix de guerre 1914-1918 le 19 novembre 1920.

## Politique et administration

### Rattachements administratifs et électoraux
La commune se trouve dans l'arrondissement d'Avesnes-sur-Helpe du département du Nord. Pour l'élection des députés, elle fait partie depuis 2012 de la douzième circonscription du Nord.
Elle faisait partie depuis 1793 du canton de Landrecies. Dans le cadre du redécoupage cantonal de 2014 en France, Bousies intègre le canton d'Avesnes-sur-Helpe.

### Intercommunalité
La commune était membre de la communauté de communes du Pays de Mormal et Maroilles créée en 1993.
Elle fusionne avec ses voisines pour former le 1er janvier 2014 la communauté de communes du Pays de Mormal, dont Bousies est désormais membre.

### Liste des maires
Maire en 1802-1803 : Pamart.
Maire en 1807 : Leblond.
Maire en 1808 : Becar.
Maire en 1881 : Legrand.
| Période   | Période                       | Identité                 | Étiquette | Qualité |
| --------- | ----------------------------- | ------------------------ | --------- | --- |
|           |                               |                          |           | |
| 1824      | 1829                          | Jean Baptiste Pierchon   |           | |
| 1832      | 1838                          | Jean Antoine Pruvot      |           | |
| 1841      |                               | François Marlier         |           | |
| 1857      |                               | Augustin Joseph Pruvot   |           | |
| 1860      | 1864                          | Benoit Joseph Lebrun     |           | |
| 1870      |                               | Honoré Joseph Collet     |           | |
| 1879      | 1880                          | Pierre Joseph Lhor       |           | |
| 1883      | 1890                          | Séverin Collet           |           | |
| 1899      | 1900                          | Isaïe Cloche             |           | |
| 1900      | 1940                          | Camille Bourdon          | RG        | Conseiller général de Landrecies (1907 → 1937). Docteur en médecine. Décoré de la légion d'honneur |
| 1940      | 1944                          | Casimir Pottiez          |           | |
| 1944      | 1959                          | Georges Lefebvre         | SFIO      | Conseiller général |
| 1959      | 1964                          | Georges Pantegnies       |           | |
| 1964      | 1964                          | Léon Gauthier            |           | |
| 1964      | 1965                          | Fernand Carlier          |           | |
| 1965      | mars 1977                     | Pierre Gouzon            |           | |
| mars 1977 | mars 1989                     | Jean-Pierre Desrousseaux |           | |
| mars 1989 | En cours (au 11 janvier 2019) | André Ducarne            | DVD       | Conseiller général de Landrecies (1992 → 2011) Président de la communauté de communes du Pays de Mormal et Maroilles (1992 → 2013) Vice-président de la communauté de communes du Pays de Mormal (2014 → ) Réélu pour le mandat 2014-2020 |

### Jumelages
Risum-Lindholm (Allemagne), voir Risum-Lindholm (de)

## Population et société

### Démographie

#### Évolution démographique
L'évolution du nombre d'habitants est connue à travers les recensements de la population effectués dans la commune depuis 1793. Pour les communes de moins de 10 000 habitants, une enquête de recensement portant sur toute la population est réalisée tous les cinq ans, les populations de référence des années intermédiaires étant quant à elles estimées par interpolation ou extrapolation. Pour la commune, le premier recensement exhaustif entrant dans le cadre du nouveau dispositif a été réalisé en 2007.

En 2022, la commune comptait 1 770 habitants, en évolution de +2,08 % par rapport à 2016 (Nord : +0,51 %, France hors Mayotte : +2,11 %).
| 1793  | 1800  | 1806  | 1821  | 1831  | 1836  | 1841  | 1846  | 1851  |
| ----- | ----- | ----- | ----- | ----- | ----- | ----- | ----- | ----- |
| 1 121 | 1 102 | 1 283 | 1 416 | 1 577 | 1 665 | 1 772 | 1 831 | 1 839 |

| 1856  | 1861  | 1866  | 1872  | 1876  | 1881  | 1886  | 1891  | 1896  |
| ----- | ----- | ----- | ----- | ----- | ----- | ----- | ----- | ----- |
| 1 840 | 1 809 | 1 906 | 2 362 | 2 660 | 3 012 | 3 183 | 3 525 | 3 109 |

| 1901  | 1906  | 1911  | 1921  | 1926  | 1931  | 1936  | 1946  | 1954  |
| ----- | ----- | ----- | ----- | ----- | ----- | ----- | ----- | ----- |
| 3 058 | 2 803 | 2 674 | 2 509 | 2 366 | 2 114 | 2 002 | 1 849 | 1 907 |

| 1962  | 1968  | 1975  | 1982  | 1990  | 1999  | 2006  | 2007  | 2012  |
| ----- | ----- | ----- | ----- | ----- | ----- | ----- | ----- | ----- |
| 1 905 | 1 895 | 1 814 | 1 723 | 1 717 | 1 683 | 1 679 | 1 678 | 1 710 |

| 2017  | 2022  | - | - | - | - | - | - | - |
| ----- | ----- | - | - | - | - | - | - | - |
| 1 738 | 1 770 | - | - | - | - | - | - | - |

#### Pyramide des âges
La population de la commune est relativement jeune.
En 2018, le taux de personnes d'un âge inférieur à 30 ans s'élève à 36,5 %, soit en dessous de la moyenne départementale (39,5 %). À l'inverse, le taux de personnes d'âge supérieur à 60 ans est de 24,1 % la même année, alors qu'il est de 22,5 % au niveau départemental.
En 2018, la commune comptait 859 hommes pour 881 femmes, soit un taux de 50,63 % de femmes, légèrement inférieur au taux départemental (51,77 %).
Les pyramides des âges de la commune et du département s'établissent comme suit.
| Hommes | Classe d’âge | Femmes |
| ------ | ------------ | ------ |
| 0,7    | 90 ou +      | 0,8    |
| 5,0    | 75-89 ans    | 8,5    |
| 17,1   | 60-74 ans    | 16,0   |
| 21,9   | 45-59 ans    | 21,3   |
| 17,6   | 30-44 ans    | 18,0   |
| 17,9   | 15-29 ans    | 17,5   |
| 19,7   | 0-14 ans     | 17,9   |

| Hommes | Classe d’âge | Femmes |
| ------ | ------------ | ------ |
| 0,5    | 90 ou +      | 1,4    |
| 5,3    | 75-89 ans    | 8,1    |
| 14,8   | 60-74 ans    | 16,2   |
| 19,1   | 45-59 ans    | 18,4   |
| 19,5   | 30-44 ans    | 18,7   |
| 20,7   | 15-29 ans    | 19,1   |
| 20,2   | 0-14 ans     | 18     |

### Santé
La commune dispose de docteurs, dentiste, pharmacie, osteopathe et infirmières[réf. nécessaire]

### Enseignement
Bousies fait partie de l'académie de Lille.

### Sports
La ville de Bousies possède un club de foot, l'US Bousies Forest dont le président est Raphael Henniaux. Plusieurs niveaux sont représentés qui vont des poussins U8 au Seniors. Le club amateur évolue dans le district d'Avesnes-sur-Helpe[réf. nécessaire].

### Manifestations culturelles et festivités
- Brocante de printemps (lundi de Pâques)
- Brocante d'été, 1er dimanche d'août rue Victor Hugo et rue Neuve
- VTT Le Rayon d'enfer (premier dimanche de septembre)
- course à la bodicienne 1, 4 et 10 km
- Course cycliste René Ruelle (jeudi de l'Ascension)
- le marché de Noël deuxième week-end de décembre

## Culture locale et patrimoine

### Lieux et monuments
- Église Saint-Rémy : vraisemblablement édifiée sur le site d'une première église moyenâgeuse, l'église a été construite en 1736. Le clocher actuel, en revanche, est plus récent puisque le précédent fut emporté avec les dévastations de la Grande Guerre. À l'intérieur, une partie du mobilier est classée, dont le Chemin de croix, toiles de grandes dimensions du peintre Dumortier. Depuis 1998, l'église fait entendre régulièrement son carillon.
- Le musée des Évolutions de Bousies est ouvert en 1993 à l'initiative de son conservateur Jean Vaillant, dans un bâtiment daté de 1576 sauvé de la destruction puis restauré. Le musée aborde l'histoire de la région de Bousies, à travers les évolutions de la technique : des pièces préhistoriques aux premiers appareils électroniques en passant par de nombreux outils et objets anciens. On y trouve également un espace consacré à l'histoire locale ainsi que la reconstitution d'une salle de classe du début du XXe siècle. Le musée est installé dans un bâtiment remarquable, une ferme du XVIe siècle avec son étable voûtée de briques et sa grange attenante.
- La verte vallée des Harpies et le moulin.
- La cascade du Moulin, sur le ruisseau des Harpies
- Le calvaire et des chapelles-oratoires disséminées dans la commune.
- la salle de sport Gérard Noiret

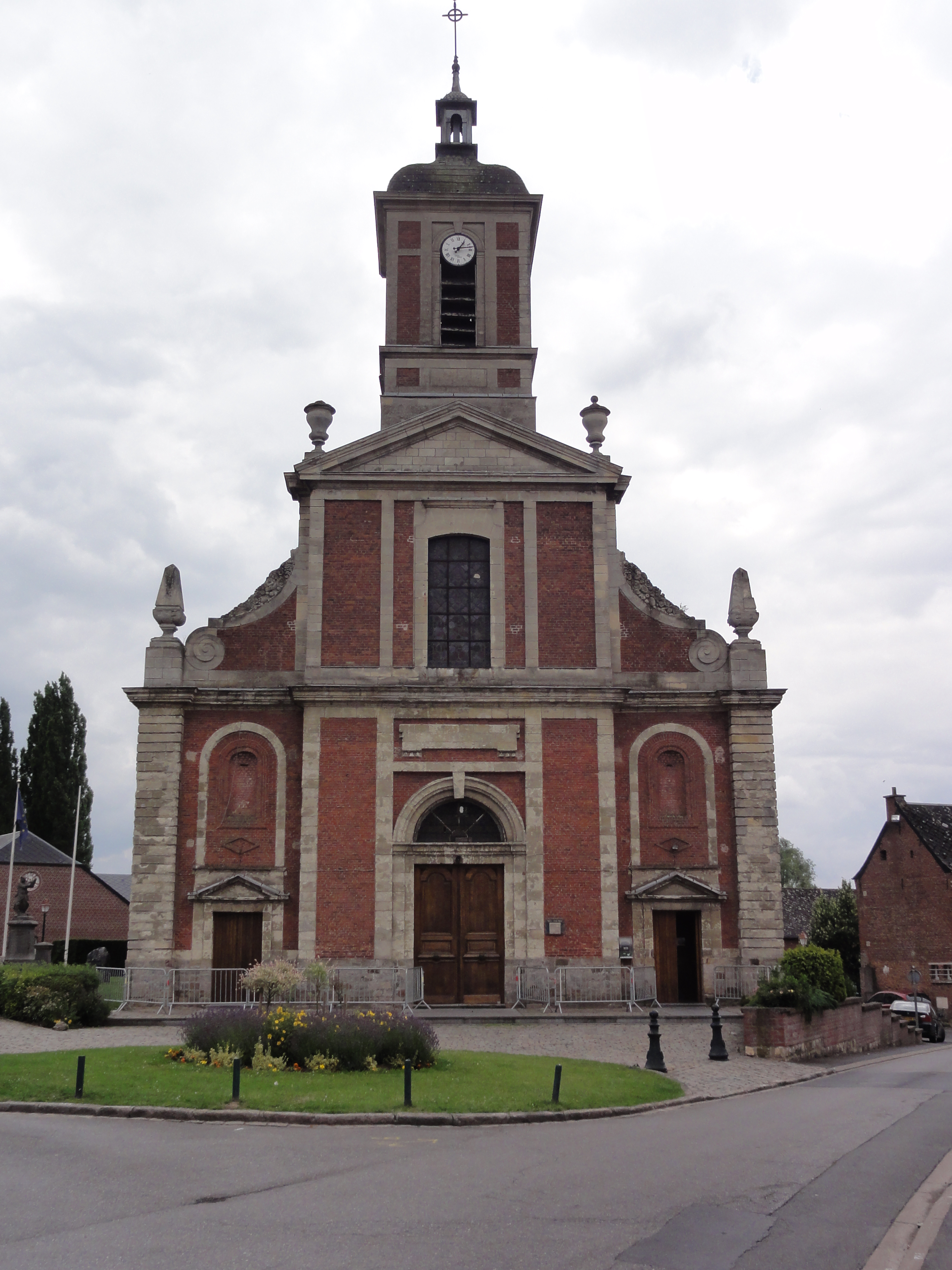
L'église Saint-Rémy.
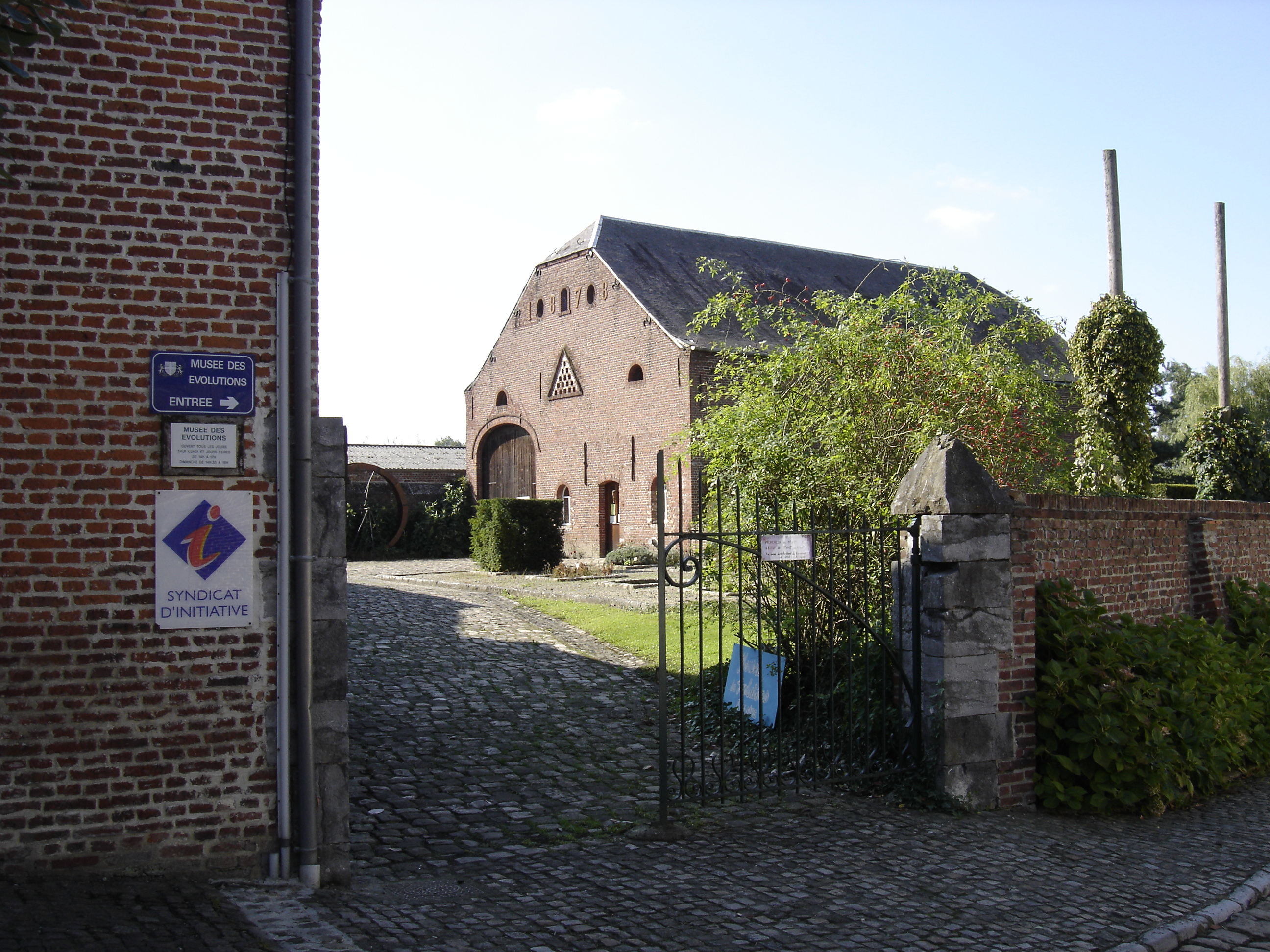
Musée des Évolutions.
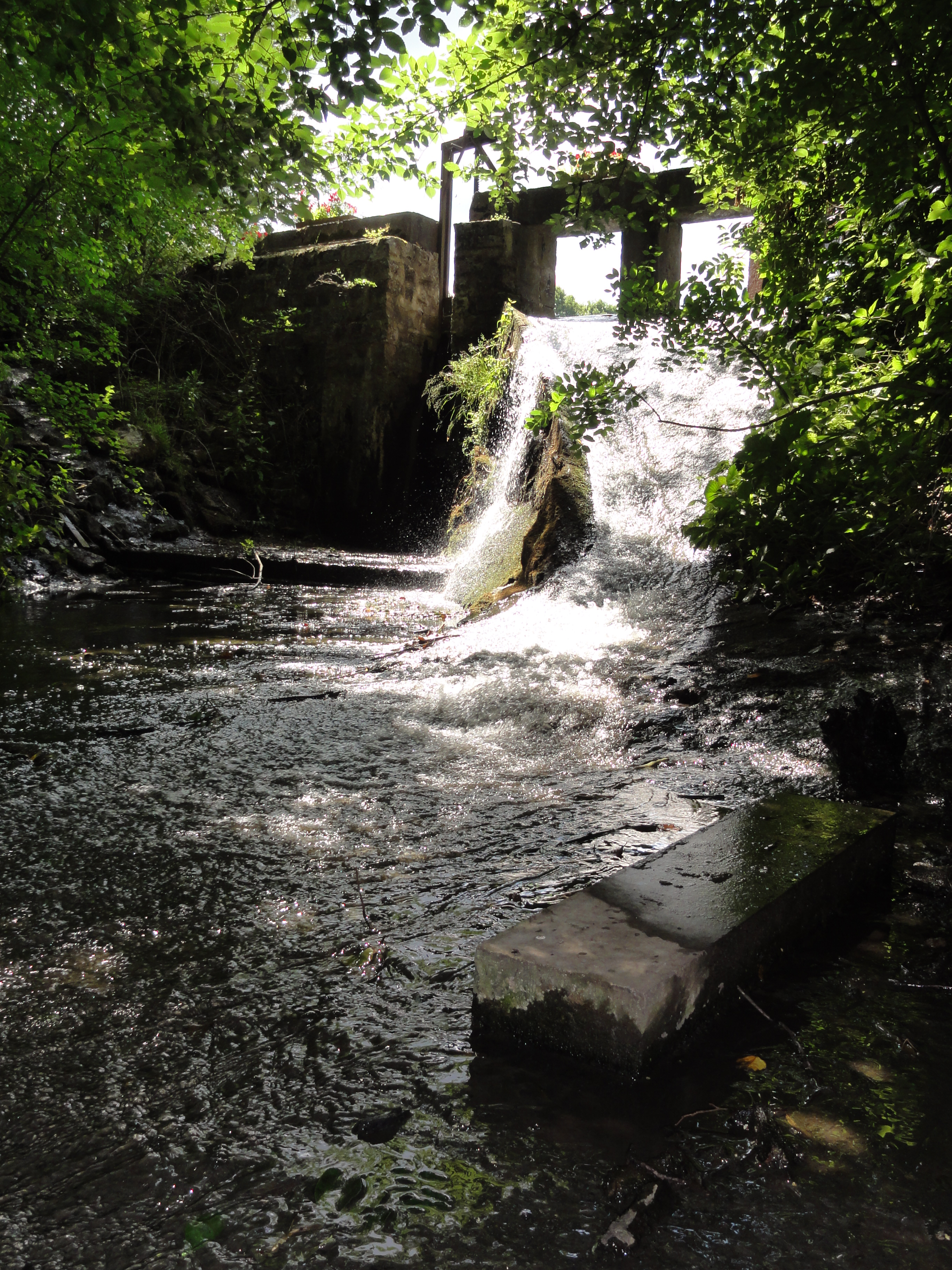
Cascade du moulin sur les Harpies
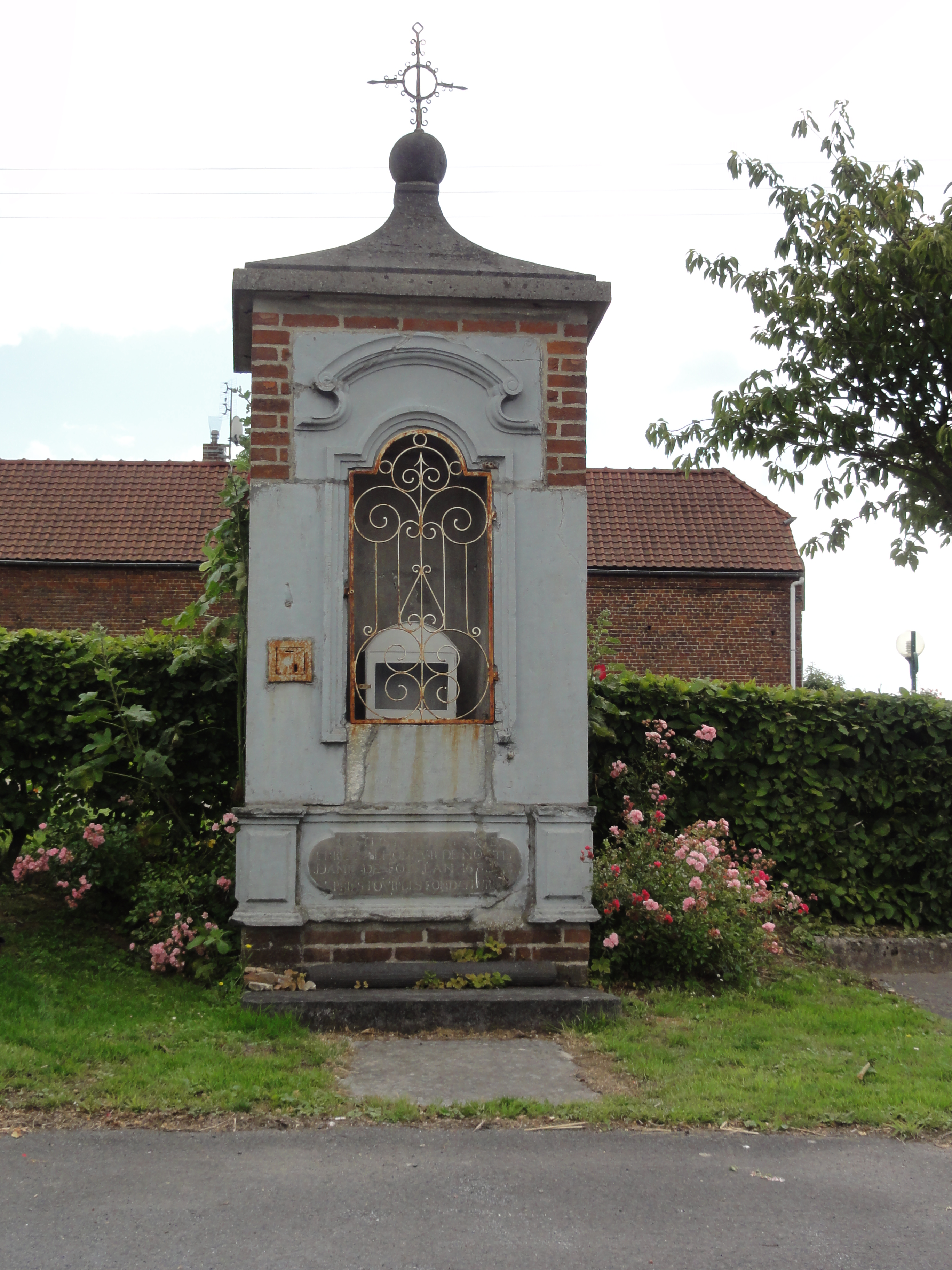
Chapelle Notre Dame de Foy de 1682.
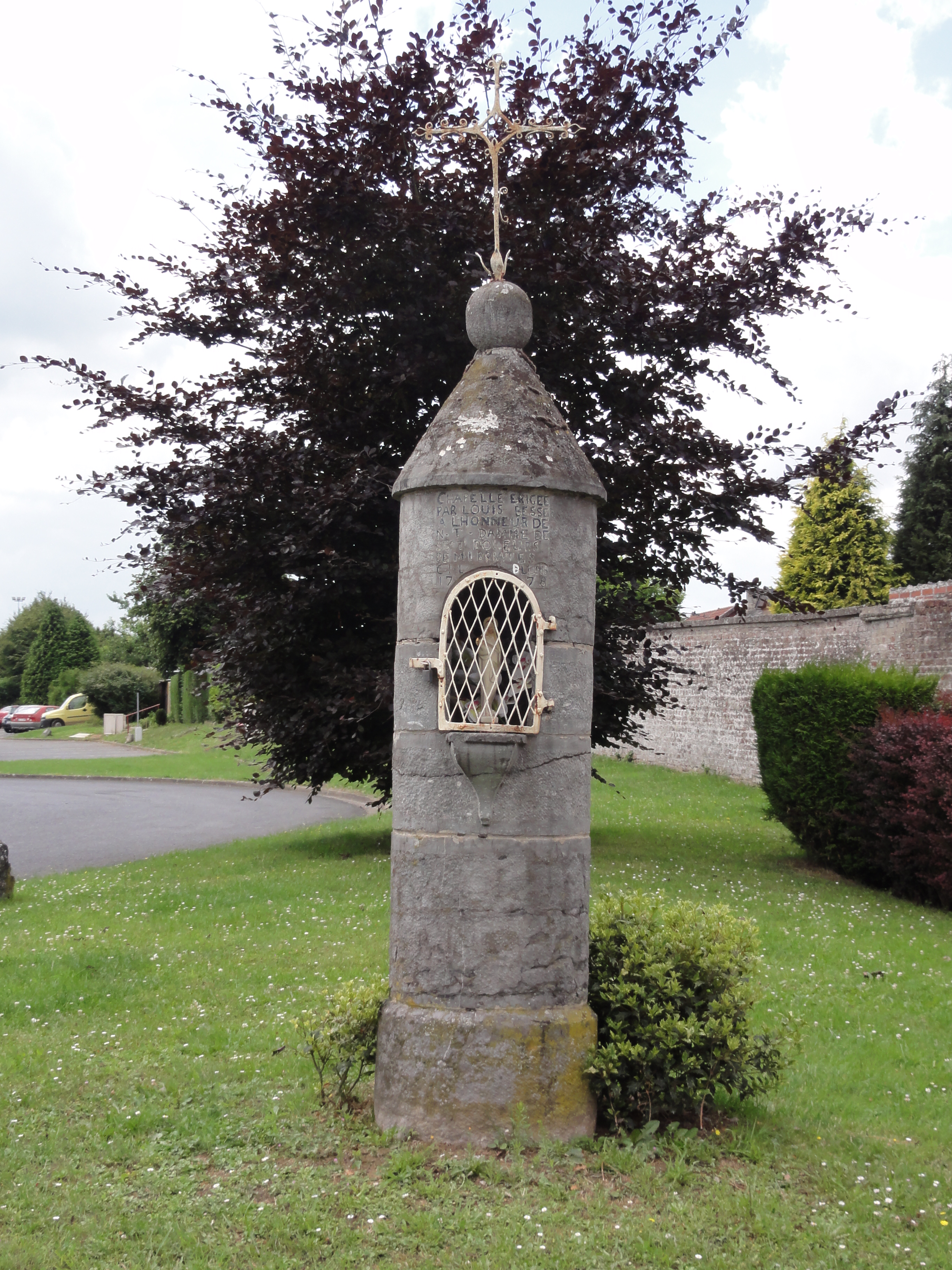
Chapelle type potale, rue Pasteur.

### Nom jeté des habitants
Le nom jeté des habitants de Bousies est les Coquardeux[réf. nécessaire].

### Héraldique
| Armes de Bousies (Nord) | Les armes de Bousies se blasonnent ainsi :« D'azur à la croix d'argent ». |

## Pour approfondir